# Sint-Hilariuskapel
De Sint-Hilariuskapel was een van de dertien verdwenen kerspel- of wijkkapellen in de Nederlandse stad Maastricht. De kapel lag aan het Sint-Hilariusstraatje in het Jekerkwartier, min of meer op de plek van de huidige Waalse kerk.

## Geschiedenis
De Sint-Hilariuskapel werd voor het eerst schriftelijk vermeld in 1245. Ze viel onder het gezag van het Onze-Lieve-Vrouwekapittel. In de kapel was een altaar van het leerlooiersambacht en er waren diverse broederschappen gevestigd.
Na de verovering van Maastricht door Frederik Hendrik (1632) werd de kapel toegewezen aan de Franstalige protestanten. Als gevolg van het capitulatieverdrag kregen enkele kerken andere gebruikers. Een jaar later was de Waalse gemeente weer vertrokken en kregen de katholieken de kapel terug. Echter niet voor lang, want het gebouw was in slechte staat. De kapel diende hierna enige tijd als opslagplaats voor het garnizoen. In 1680 werd de kapel opnieuw tijdelijk toegewezen aan uitgeweken Franse protestanten. De kapel was nu in dermate slechte staat dat ze in 1686 of iets later deels werd afgebroken ofwel verbouwd. In 1732 werden de restanten gesloopt om plaats te maken voor de nog bestaande Waalse kerk.
In de Schatkamer van de Onze-Lieve-Vrouwebasiliek bevinden zich drie loden reliekendoosjes, die afkomstig zijn uit de drie afgebroken altaren in de Sint-Hilariuskapel. Een van de altaren was gewijd aan Sint-Hilarius, een ander aan Maria en de Drie Koningen, en een derde aan de heiligen Rumoldus en Rochus. De reliekendoosjes zijn zeer eenvoudig van vorm, omdat ze in principe niet bedoeld waren om getoond te worden. Twee ervan bevatten wassen bisschopszegels, het andere bevat botrelieken.
* betekent: niet langer in gebruik voor religieuze doeleinden; ** betekent: (deels) gesloopt, verdwenen